# جنس مخالف
جنس مخالف (انگلیسی: The Opposite Sex) یک فیلم موزیکال و کمدی رمانتیک به کارگردانی دیوید میلر است که در سال ۱۹۵۶ منتشر شد. این فیلم در سال ۱۹۵۷، نامزد دریافت جایزه گلدن گلوب بهترین فیلم موزیکال یا کمدی بود.

## بازیگران
- جون الیسون
- جوآن کالینز
- دولورس گری
- ان شرایدن
- ان میلر
- لسلی نیلسن
- جون بلوندل
- اگنس مورهد
- آلیس پیرس
- باربارا جو آلن
- کارولین جونز
- دین جونز
- شارلوت گرینوود
- سام لوین
- آلن مارشال
- هری جیمز
- یان آروان
- سیسیلیا لاوسکی
- اِستل اِتر